# Ormia bilimekii
Ormia bilimekii là một loài ruồi trong họ Tachinidae.